# Samenstelling Belgische Senaat 1867-1870
De lijst van leden van de Belgische Senaat van 1867 tot 1870. De Senaat telde toen 62 zetels. Het nationale kiesstelsel was in die periode gebaseerd op cijnskiesrecht, volgens een systeem van een meerderheidsstelsel, gecombineerd met een districtenstelsel. Iedere Belg die ouder dan 25 jaar was en een bepaalde hoeveelheid cijns betaalde, kreeg stemrecht. Hierdoor was er een beperkt kiezerskorps. 
De legislatuur liep van 19 augustus 1867 tot 19 mei 1870 en volgde uit de verkiezingen van 11 juni 1867. Hierbij werden 32 van de 62 senatoren verkozen, meer bepaald in de kieskringen Antwerpen, Mechelen, Turnhout, Brussel, Leuven, Nijvel, Kortrijk, Brugge, Tielt, Roeselare, Ieper, Veurne-Oostende, Diksmuide, Namen, Dinant, Philippeville, Aarlen-Bastenaken-Marche en Neufchâteau-Virton. 
Tijdens deze legislatuur waren achtereenvolgens de regering-Rogier II (november 1857 - december 1867) en de regering-Frère-Orban I (januari 1868- juni 1870) in functie, beiden liberale meerderheden.

## Samenstelling
| Fractie | Fractie     | Zetels |
| ------- | ----------- | ------ |
|         | Liberalen   | 33     |
|         | Katholieken | 29     |

## Lijst van de senatoren
| Senator                           | Partij    | Aanduiding                   | Kieskring                | Opmerkingen                                                                                               |
| --------------------------------- | --------- | ---------------------------- | ------------------------ | --- |
| John Cogels                       | Katholiek | Rechtstreeks gekozen senator | Antwerpen                | |
| Eugène van Delft                  | Katholiek | Rechtstreeks gekozen senator | Antwerpen                | |
| Jean Félix Van den Bergh          | Katholiek | Rechtstreeks gekozen senator | Antwerpen                | |
| Léon d'Ursel                      | Katholiek | Rechtstreeks gekozen senator | Mechelen                 | |
| François de Cannart d'Hamale      | Katholiek | Rechtstreeks gekozen senator | Mechelen                 | |
| Charles de Merode-Westerloo       | Katholiek | Rechtstreeks gekozen senator | Turnhout                 | |
| Engelbert Lauwers                 | Liberaal  | Rechtstreeks gekozen senator | Brussel                  | |
| Joseph Van Schoor                 | Liberaal  | Rechtstreeks gekozen senator | Brussel                  | Quaestor en voorzitter van de commissie Oorlog.                                                           |
| Frédéric Fortamps                 | Liberaal  | Rechtstreeks gekozen senator | Brussel                  | |
| Jean Barbanson                    | Liberaal  | Rechtstreeks gekozen senator | Brussel                  | |
| Benoît Hanssens                   | Liberaal  | Rechtstreeks gekozen senator | Brussel                  | |
| Jonathan-Raphaël Bischoffsheim    | Liberaal  | Rechtstreeks gekozen senator | Brussel                  | |
| Henri Stiellemans                 | Liberaal  | Rechtstreeks gekozen senator | Brussel                  | |
| Jean-Marie de Man d'Attenrode     | Katholiek | Rechtstreeks gekozen senator | Leuven                   | |
| Auguste d'Overschie de Neeryssche | Katholiek | Rechtstreeks gekozen senator | Leuven                   | Quaestor.                                                                                                 |
| Théodore Mosselman du Chenoy      | Liberaal  | Rechtstreeks gekozen senator | Nijvel                   | |
| Joseph Zaman                      | Liberaal  | Rechtstreeks gekozen senator | Nijvel                   | |
| Charles van Caloen                | Katholiek | Rechtstreeks gekozen senator | Brugge                   | |
| Bernard Amé du Bus de Gisignies   | Katholiek | Rechtstreeks gekozen senator | Diksmuide                | |
| Albéric du Bus de Gisignies       | Liberaal  | Rechtstreeks gekozen senator | Veurne-Oostende          | |
| Jules Joseph d'Anethan            | Katholiek | Rechtstreeks gekozen senator | Tielt                    | Ondervoorzitter vanaf 9 november 1869.                                                                    |
| Ernest Solvyns                    | Katholiek | Rechtstreeks gekozen senator | Roeselare                | Vervangt vanaf 14 februari 1870 de overleden Maurice de Robiano.                                          |
| Félix Bethune                     | Katholiek | Rechtstreeks gekozen senator | Kortrijk                 | Voorzitter van de commissie Financiën.                                                                    |
| Franz Vergauwen                   | Katholiek | Rechtstreeks gekozen senator | Kortrijk                 | |
| Jules Mazeman de Couthove         | Liberaal  | Rechtstreeks gekozen senator | Ieper                    | |
| Henri t'Kint de Roodenbeke        | Katholiek | Rechtstreeks gekozen senator | Eeklo                    | |
| Emile de le Court                 | Liberaal  | Rechtstreeks gekozen senator | Gent                     | Vervangt vanaf 9 november 1869 de overleden Auguste de Cock.                                              |
| Edouard Grenier                   | Liberaal  | Rechtstreeks gekozen senator | Gent                     | |
| Camille Joseph De Bast            | Liberaal  | Rechtstreeks gekozen senator | Gent                     | Vervangt vanaf 10 november 1868 de overleden Albert Gheldolf.                                             |
| Jules Malou                       | Katholiek | Rechtstreeks gekozen senator | Sint-Niklaas             | |
| Alfred Vilain XIIII               | Katholiek | Rechtstreeks gekozen senator | Sint-Niklaas             | |
| Prosper Christyn de Ribaucourt    | Katholiek | Rechtstreeks gekozen senator | Dendermonde              | |
| Théodule Rodriguez d'Evora y Vega | Katholiek | Rechtstreeks gekozen senator | Oudenaarde               | Vervangt vanaf 10 november 1868 de overleden Charles Rodriguez d'Evora y Vega.                            |
| Théophile van de Woestyne         | Katholiek | Rechtstreeks gekozen senator | Aalst                    | |
| Hippolyte della Faille d'Huysse   | Katholiek | Rechtstreeks gekozen senator | Aalst                    | |
| François Dolez                    | Liberaal  | Rechtstreeks gekozen senator | Bergen                   | |
| Henri Tellier                     | Liberaal  | Rechtstreeks gekozen senator | Bergen                   | |
| Alphonse Hubert                   | Liberaal  | Rechtstreeks gekozen senator | Bergen                   | Vervangt vanaf 9 november 1869 Frédéric Corbisier, die om gezondheidsredenen ontslag neemt.               |
| Pierre Wincqz                     | Liberaal  | Rechtstreeks gekozen senator | Zinnik                   | |
| Alphonse de Rasse                 | Liberaal  | Rechtstreeks gekozen senator | Doornik                  | Secretaris.                                                                                               |
| François Sacqueleu                | Liberaal  | Rechtstreeks gekozen senator | Doornik                  | |
| Eugène de Ligne                   | Liberaal  | Rechtstreeks gekozen senator | Aat                      | Senaatsvoorzitter en voorzitter van de commissie Buitenlandse Zaken.                                      |
| Ludovic de Robiano                | Katholiek | Rechtstreeks gekozen senator | Thuin                    | Secretaris.                                                                                               |
| Omer Harou                        | Liberaal  | Rechtstreeks gekozen senator | Charleroi                | |
| Sylvain Pirmez                    | Katholiek | Rechtstreeks gekozen senator | Charleroi                | |
| François Houtart-Cossée           | Katholiek | Rechtstreeks gekozen senator | Charleroi                | |
| Jean Lonhienne                    | Liberaal  | Rechtstreeks gekozen senator | Luik                     | Voorzitter van de commissie Justitie.                                                                     |
| Lambert Dehasse                   | Liberaal  | Rechtstreeks gekozen senator | Luik                     | |
| Hippolyte de Looz-Corswarem       | Liberaal  | Rechtstreeks gekozen senator | Luik                     | Secretaris.                                                                                               |
| Joseph Forgeur                    | Liberaal  | Rechtstreeks gekozen senator | Luik                     | |
| Camille de Tornaco                | Liberaal  | Rechtstreeks gekozen senator | Hoei                     | Ondervoorzitter.                                                                                          |
| Edmond de Selys Longchamps        | Liberaal  | Rechtstreeks gekozen senator | Borgworm                 | |
| Grégoire Laoureux                 | Liberaal  | Rechtstreeks gekozen senator | Verviers                 | |
| Antoine de Pitteurs-Hiegaerts     | Katholiek | Rechtstreeks gekozen senator | Hasselt                  | |
| Gustave de Woelmont               | Katholiek | Rechtstreeks gekozen senator | Tongeren-Maaseik         | Vervangt vanaf 10 november 1868 Guillaume d'Arschot Schoonhoven, die om gezondheidsredenen ontslag neemt. |
| Constant d'Hoffschmidt            | Liberaal  | Rechtstreeks gekozen senator | Aarlen-Bastenaken-Marche | |
| Jean Lenger                       | Liberaal  | Rechtstreeks gekozen senator | Aarlen-Bastenaken-Marche | |
| Charles Bergh                     | Liberaal  | Rechtstreeks gekozen senator | Neufchâteau-Virton       | |
| Justin-Charles de Labeville       | Liberaal  | Rechtstreeks gekozen senator | Philippeville            | Secretaris.                                                                                               |
| Jean d'Omalius d'Halloy           | Katholiek | Rechtstreeks gekozen senator | Dinant                   | Ondervoorzitter tot 9 november 1869 en voorzitter van de commissie Binnenlandse Zaken.                    |
| Guillaume d'Aspremont Lynden      | Katholiek | Rechtstreeks gekozen senator | Namen                    | |
| Ferdinand de Woelmont             | Katholiek | Rechtstreeks gekozen senator | Namen                    | Voorzitter van de commissie Openbare Werken.                                                              |

## Commissies
De Senaat had volgende commissies in deze zittingsperiode:
- Binnenlandse Zaken (voorzitter: Jean d'Omalius d'Halloy)
- Justitie (voorzitter: Jean Lonhienne)
- Financiën (voorzitter: Félix Bethune)
- Openbare Werken (voorzitter: Ferdinand de Woelmont)
- Buitenlandse Zaken (voorzitter: Eugène de Ligne)
- Oorlog (voorzitter: Joseph Van Schoor)
- Landbouw, Industrie en Handel (voorzitter: Antoine de Pitteurs-Hiegaerts)
- Verzoekschriften (voorzitter: Jean d'Omalius d'Halloy)
- Naturalisaties (voorzitter: Camille de Tornaco)